# Asaf-ud-Daula

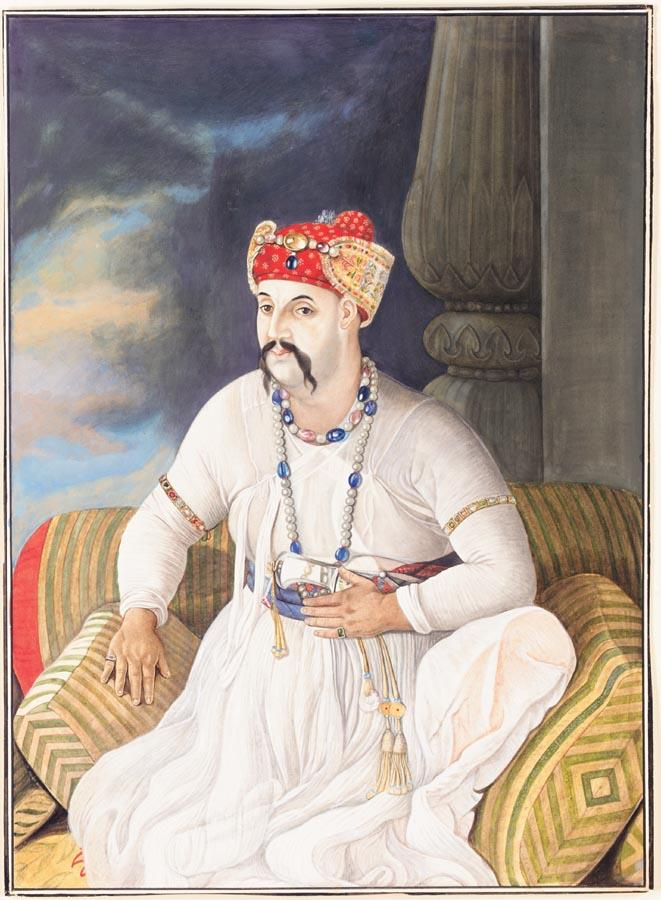
Asaf-ud-Daula (um 1780)

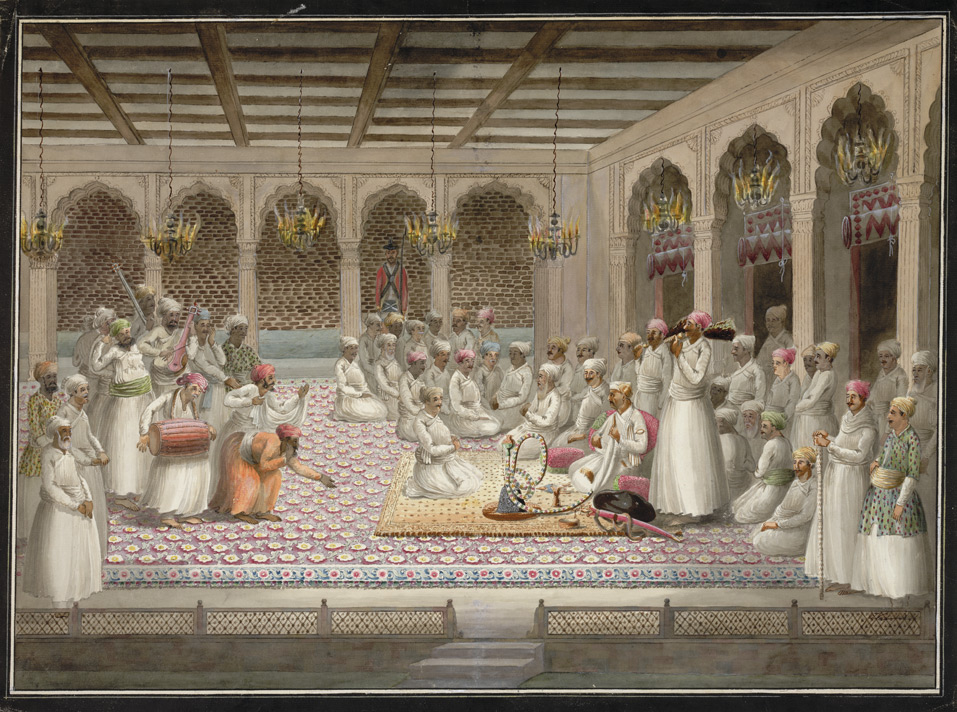
Festliche Zusammenkunft am Hofe Asaf-ud-Daulas

Asaf-ud-Daula, eigentlich Asaf-ud-Daula Mohammad Mirza Yahya Khan Amani (geb. 23. September 1748 in Faizabad; gest. 21. September 1797 in Lakhnau), war der dritte, vom Mogulreich quasi unabhängige Nawab der Provinz Avadh (auch Oudh) im Morden Indiens; er residierte in der Hauptstadt Lucknow (heute Lakhnau im Bundesstaat Uttar Pradesh).

## Leben
Asaf-ud-Daula war ein Sohn von Nawab Shuja-ud-Daula (reg. 1762–1775) bzw. ein Enkel des Großwesirs Safdarjung (reg. 1739–1754); seine Mutter und Großmutter waren jeweils Begum von Oudh. Am 28. Januar 1775 wurde er mit Unterstützung der im Norden Indiens immer einflussreicher werdenden Britischen Ostindien-Kompanie Thronfolger. Seine – und der Briten – erste Taten waren die Erlangung des beträchtlichen Vermögens (ca. 2 Millionen Pfund Sterling) seines Vaters, welches von seiner Mutter Banu Begum versteckt worden war, und die Niederschlagung eines Aufstands seines jüngeren Bruders Saadat Ali. In der Folge besetzte er die hohen Staatsämter mit ihm treu ergebenen Würdenträgern; das Militär kam unter britische Kontrolle.
In den Jahren um 1785 herrschte in der Region sowie in weiten Teilen Nordindiens eine trockenheitsbedingte Hungersnot, die Asaf mit einer großangelegten Baumaßnahme so gut wie möglich zu überstehen suchte. Er ließ unter Einsatz seines Vermögens in der neu designierten Hauptstadt Lakhnau einen riesigen Mausoleums- und Moscheekomplex (Bara Imambara) erbauen, für welchen mehrere Jahre lang tausende von Arbeitern beschäftigt wurden. Hier wurde er nach seinem Tod beigesetzt.

## Nachfolge
Sein Nachfolger war sein erst 17-jähriger Adoptivsohn Wazir Ali Khan, ein Sohn einer seiner zahlreichen Konkubinen, der jedoch nur vier Monate regieren konnte (21. September 1797 bis 21. Januar 1798), bevor ihn die Briten absetzten und seinen Onkel Saadat Ali Khan II. auf den Thron von Oudh setzten.